# Spielmanngambiet
Het Spielmangambiet is in de opening van een schaakpartij een variant in de Aljechin verdediging en de beginzetten zijn: 1.e4 Pf6 2.Pc3 d5 3.e5 Pfd7 4.e6
Eco-code B 02.
De Oostenrijkse schaker Rudolf Spielmann heeft dit gambiet geanalyseerd.